# 花籃珊瑚螺
花籃珊瑚螺（学名：Coralliophila squamoissima）为珊瑚螺科珊瑚螺屬下的一个种。